# Dancing Queen (televisieprogramma)
Dancing Queen was een televisieprogramma dat vanaf 1 februari 2008 werd uitgezonden op SBS6. Het doel van het programma was om het nieuwe vrouwelijke danstalent van Nederland te vinden.
Dancing Queen werd gepresenteerd door Nance Coolen. De bedoeling was dat Coolen en Gerard Joling het programma samen gingen presenteren, maar toen Joling werd gevraagd, weigerde hij, omdat hij het te druk had.
De winnaar van dit programma is de 25-jarige Ingrid Jansen. Zij won de finale op 29 maart 2008.

## Deelnemers
| Deelnemer     | Danspartner | Uitschakeling | Hoe                               |
| ------------- | ----------- | ------------- | --------------------------------- |
| Annika (24)   | -           | 8 februari    | Tijdens openingsdans              |
| Josefien (17) | -           | 8 februari    | Tijdens openingsdans              |
| Marly (17)    | -           | 8 februari    | Tijdens openingsdans              |
| Aishel (20)   | -           | 8 februari    | Weggestemd door het publiek       |
| Sabrina (24)  | -           | 8 februari    | Weggestemd door het publiek       |
| Milou (22)    | -           | 9 februari    | Dance Battle verloren van Angela  |
| Lotus (21)    | Terence     | 15 februari   | Zware blessure                    |
| Angela (34)   | Kevin       | 16 februari   | Dance Battle verloren van Tatiana |
| Tatiana (21)  | Pieter      | 23 februari   | Dance Battle verloren van Myron   |
| Kim (23)      | Jeffrey     | 1 maart       | Dance Battle verloren van Myron   |
| Els (23)      | Marcel      | 8 maart       | Dance Battle verloren van Myron   |
| Myron (24)    | Clifford    | 15 maart      | Dance Battle verloren van Nana    |
| Iris (18)     | Giovanni    | 22 maart      | Dance Battle verloren van Ingrid  |
| Nana (25)     | Louis       | 29 maart      | Verloor de finale van Ingrid      |
| Ingrid (24)   | Uri         | -             | Winnaar                           |

## Jury
De jury van het programma bestond uit:
- Barrie Stevens, danser en choreograaf, ook bekend van de Soundmixshow
- Marc Forno, choreograaf, bekend van Sterren Dansen op het IJs en So You Wanna Be a Popstar
- Ivo Chundro, danser, vertolkte de hoofdrol in de dansmusical Fame
- Mariëlle Bokmans, werkzaam bij Holland Show Ballet

## Trivia
- Marilyn, bekend uit So You Wanna Be a Popstar, deed ook mee aan de audities, maar werd tijdens de selectieronde door Marc Forno naar huis gestuurd.
- Uri Geller kwam in een van de shows langs en schreef zijn voorspelling van de winnaar van Dancing Queen op een lepel. Tijdens de uitzending van de finale bleek Geller de winnares goed voorspeld te hebben.